# Moran Mazor
Moran Mazor este o cântăreață israeliană ce a reprezentat Israel la Concursul Muzical Eurovision 2013 cu piesa "Rak bișvilo".